# Caso do navio Atlântida
O caso do navio Atlântida corresponde ao desenvolvimento do processo de adjudicação por parte do Governo Regional dos Açores aos Estaleiros Navais de Viana do Castelo (ENVC) do projecto e construção de dois navios.
O desfecho da gestão do projecto de concepção e construção dos navios, e subsequente processo judicial, foi descrito como "a certidão de óbito" dos ENVC.
O processo atravessou três administrações dos ENVC e dois governos regionais dos açores, e ocorreu numa altura em que os dois governos, o da República e o dos Açores, eram do Partido Socialista.

## Resumo do caso
O governo regional dos Açores adjudicou aos Estaleiros Navais de Viana do Castelo a construção de dois navios através de um concurso público internacional.
Os nomes a ser atribuídos aos navios encomendados pelo governo regional dos Açores seriam Atlântico e Anticiclone.
O anteprojecto dos navios, usado no caderno de encargos do concurso público internacional, foi encomendado pela Atlânticoline aos russos da Petrovalt.
Os ENVC, ao vencerem o concurso público, recorrem à Petrovalt para a elaboração do projecto do navio.
Os problemas com a construção do navio surgiram ainda os navios não passavam de um esboço.
Entre os problemas detectados durante a fase de construção encontrava-se a falta de estabilidade do navio.  Este problema leva os ENVC a introduzir alterações estruturais, que resultaram no aumento do peso de deslocamento do navio.
O prazo inicial para a entrega do navio Atlântida à Atlânticoline foi definido para Setembro de 2008. Este prazo foi posteriormente alargado até Maio 2009, visto que o Governo açoriano tinha agendado para 13 de Maio o início da operação.

## História
- Em Setembro de 2006, os Estaleiros Navais de Viana do Castelo (ENVC) e a Atlânticoline assinam o contrato onde os estaleiros assumiram a obrigação de elaborar o projecto de construção do navio, tendo conhecimento do teor da memória descritiva e desenho de arranjo geral facultados pela Atlânticoline.[4]

- Em Março de 2009, os velocidade e potência realizadas pela Germanischer Lloyd ao navio Atlântida apuraram uma velocidade de 16,56 nós medida a 85% de potência, com 5 metros de calado, valores abaixo dos limites contratualizados.[4]

- A 9 de Abril de 2009, o Governo Regional dos Açores tomou a decisão de rescindir o contrato de construção do navio com os estaleiros.[5] A rescisão deveu-se ao incumprimento do caderno de encargos.[6] Em conferência de imprensa, o então secretário da Economia do governo regional dos Açores, Vasco Cordeiro, disse que o Executivo açoriano já não queria o segundo navio de transporte inter-ilhas, que estava a ser construído em Viana do Castelo, por não atingir a velocidade pretendida e não ter sido entregue na data prevista.[7]

- Em 19 de Maio de 2009, a Empordef avançou com uma providência cautelar no Tribunal Administrativo de Braga para evitar a devolução dos quase 32 milhões de euros em garantias bancárias pagos pela AtlânticoLine aos ENVC.[3]

- No final de 2009, os ENVC e a Atlânticoline chegaram a um acordo prevendo que os estaleiros pagariam 40 milhões de euros e ficavam com o Atlântida e com o Anticiclone.[8]

- Em Janeiro de 2010, foi criada na Assembleia Legislativa dos Açores a Comissão Parlamentar de Inquérito à construção dos navios Atlântida e Anticiclone.[9]

- Em Outubro de 2010, de visita a Portugal, Hugo Chavez fez questão de ver de perto o navio Atlântida e anunciou a intenção de criar uma linha de transportes marítimos entre o porto de La Guaira e as ilhas de Orchila, Los Roques e Margarita.[10][2]

- A 20 Fevereiro de 2011 foi anunciado publicamente pelo Governo português e pelo governo Venezuelano o acordo para a compra do navio Atlântida por parte do governo da Venezuela por 42,5 milhões de euros.[10]

- Em Junho de 2011, o então presidente do Conselho de Administração dos ENVC, Carlos Veiga Anjos, admitiu que a venda do "Atlântida" à Venezuela, acordada anteriormente, continuava num impasse, apesar de a entrega ter estado prevista para o Verão, depois da sua reconversão em navio cruzeiro.[10]

- Em 28 de Agosto de 2011, o navio Atlântida foi ancorado no Arsenal do Alfeite, depois de provas de mar na viagem de Viana do Castelo.[10]

- Em Novembro de 2011, foi confirmada a desistência da compra do navio Atlântida por parte do governo Venezuelano.[2]

- Em Novembro de 2012, o presidente da Atlânticoline, Carlos Reis, revelou que aquela empresa teria processado judicialmente os ENVC para exigir o pagamento de uma dívida de 7,9 milhões de euros.  Esta dívida corresponderia à última tranche do acordo e que estaria por liquidar há dois anos.[5][8]

- A 20 de Fevereiro de 2013, o ministro da Defesa do XIX Governo Constitucional de Portugal, José Pedro Aguiar Branco, anunciou durante uma comissão parlamentar de Defesa que enviou o acordo sobre o ferry Atlântida encomendado pelo Governo Regional dos Açores para a Procuradoria-Geral da República (PGR) a fim de procurar responsabilidades.[11] Na sequência da queixa, a PGR abriu um processo-crime.[12]

- A 10 de Agosto de 2013, a Comissão de Trabalhadores dos ENVC apelou ao boicote dos produtos dos Açores face ao novo concurso internacional lançado pelo Governo Regional para fretar navios, quando o "Atlântida" continua ancorado.[13]

- A 11 de Agosto de 2013, a Atlânticoline deu entrada no Tribunal de Ponta Delgada um requerimento judicial exigindo a execução da penhora do navio Atlântida, reclamando a cobrança de créditos no montante de 8,4 milhões de euros sobre os Estaleiros Navais de Viana do Castelo.[5]

- A 24 de Novembro 2013, o Governo dos Açores anunciou na Horta, Ilha do Faial, durante a cerimónia da bênção do navio "Mestre Simão", que iria encomendar a construção de dois novos barcos para transporte de passageiros e viaturas.[6]

- A 16 de Dezembro de 2013, o presidente da Empordef, Vicente Ferreira, acusou a gestão dos ENVC de praticarem uma gestão "ruinosa", em parte devido à forma como o caso do navio Atlântida foi gerido.[1]  Vicente Ferreira afirmou que "O Atlântida foi a certidão de óbito daquele estaleiro. Levou a que ficassem com 70 milhões de euros de prejuízo em cima dos 120 milhões de euros que já tinham".[1]

- A 16 de Setembro de 2014, a Douro Azul compra o navio Atlântida por 8,7 milhões de euros.[14]

- Em Dezembro de 2014, a Douro Azul manifestou a intenção de venda do navio, o que viria a ocorrer 5 meses mais tarde. A venda foi efetuada por 17 milhões de euros à empresa norueguesa Hurtigruten.[15]

- Desde Maio de 2016 o navio Atlântida passou a operar como cruzeiro utilizando o seu novo nome MS Spitsbergen.

- A 29 de Abril de 2016 Ana Gomes, deputada ao Parlamento Europeu do Partido Socialista, acusou a compra do navio Atlântida pela Douro Azul de ser "um negócio que tresanda a corrupção"[16]

- A 12 de Junho de 2017, Mário Ferreira, o Ministério Público enviou um pedido de levantamento de imunidade para o Parlamento Europeu relativo a Ana Gomes.  O intuito do pedido de levantamento destinou-se a permitir que Ana Gomes seja interrogada, como arguida, por alegados crimes de "ofensa a organismo, serviço ou pessoa colectiva e de "publicidade e calúnia", tendo como fundamentos as declarações da eurodeputada ao jornal Diário de Notícias sobre a subconcessão da empresa ENVC à Martifer e a venda do navio Atlântida à Douro Azul.[17] Mário Ferreira, CEO da Douro Azul, afirmou que Ana Gomes “não pode fazer acusações falsas a torto e a direito, sem fundamentos”.  Em resposta à queixa por acusações ofensivas e caluniosas, Ana Gomes declarou que estas seriam “um sinal de que algo está a mexer num caso de flagrante corrupção”, envolvendo a venda “a patacos” do ferryboat Atlântida ao Grupo Douro Azul, o qual, segundo a eurodeputada, tinha “muito que contar” às autoridades.[18]

- A 14 de Junho de 2017, a empresa Douro Azul reafirmou o pedido de levantamento da imunidade parlamentar de Ana Gomes para permitir que seja interrogada como arguida.[19]  O pedido foi motivado pelas novas declarações feitas pela eurodeputada relativamente à Douro Azul e o seu CEO, Mário Ferreira, “reafirmando as insinuações e calúnias feitas no passado e depois, numa pirueta verbal, tentando esclarecer que nunca acusou ninguém de corrupção no caso do navio Atlântida e que se referiu apenas a um comunicado do Ministério Público, fazendo ainda alusão a uma ‘carapuça’ que, certamente, ela própria enfiou”.